# Апабхранша
Апабхранша (санскр. अपभ्रंश apabhraṃśa — «зіпсована мова») — загальний термін для тих індоарійських мов, які у своєму мовному розвитку знаходилися між пракритами та новими індоарійськими мовами. Мовами апабхранша розмовляли у другій половині І тисячоліття н. е.

## Історія
Мови апабхранша є перехідною формою між середньою та новою індоарійською мовами. Вони майже повністю втратили стару флективну систему і почали виробляти нові аналітичні засоби вираження граматичних зв'язків. Головною мовою апабхранша є Нагара Апабхрамса, якою говорять у Гуджараті . Як літературна мова, Апабрамса був широко поширений у всій Індії і частково відображає місцеві діалектні особливості. Граматик Гемакандра описаний у 11-12 ст Століття форми Апабхранша Гуджарат і Раджастхан .

## Основні мови апабхранша
Основними мовами Апабхранша є такі:
- Нагара Апабхранша (увійшла в гуджараті)
- Саурасена-Апабхранша (попередниця сучасної гінді)
- Такка- і Упанагара-Апабхранша (попередниця сучасної пенджабі)
- Авантя-Апабхранша (попередниця сучасної раджастхані)
- Гауджара-Апабхранша (попередниця сучасної гуджараті)
- Ардхамагадха-Апабхранша (попередниця сучасної східної гінді)
- Магадха-Апабхранша (попередниця сучасних бігарських мов)
- Прача- або Гауда-Апабхранша (попередниця сучасних бенгальської та асамської мов)
- Аудра- або Авткала-Апабхранша (попередниця сучасної мови орії)
- Віадарбха- або Дакшината-Апабхранша (попередниця сучасної маратхі)